# Франсеск Пі-і-Марґаль
Франсеск (Франсіско) Пі-і-Марґаль  (кат. Francesc Pi i Margall, ісп. Francisco Pi y Margall; нар. 19 квітня 1824, Барселона — пом. 29 листопада 1901, Мадрид) — іспанський політичний діяч, філософ, юрист, історик та письменник, очільник виконавчої влади та уряду за часів Першої іспанської республіки. Його сини Франсіско Пі-і-Арсуаґа та Хоакін Пі-і-Арсуаґа так само стали видатними політичними діячами.
Був республіканцем та прихильником федеративного устрою Іспанії, перебував під впливом Прудона, був близький до демократичного та лібертарно соціалізму. Будучи противником іспанської монархії був підданий цензурі, сидів у в'язниці, згодом опинився у вигнанні. Після Славної революції був депутатом Генеральних кортесів , в яких очолював фракцію  Федеративної партії і міністром внутрішніх справ при Естаніслао Фіґерасі. Після відставки Фіґерасі, Кортеси обрали Пі-і-Марґаля Президентом, пост на якому йому довелося відстоювати проект федеральної конституції 1873 року в умовах Третьої карлистской війни і кантональної революції. Після повстання кантону Картахени подав у відставку, зважаючи на неможливість подальшого виконання своїх обов'язків.
Його інтелектуальна діяльність була присвячена в основному питанням  історії, філософії та мистецтва. Пі-і-Марґаль вважається одним з найбільш представницьких та просунутих мислителів другої половини XIX століття. Він є автором великої кількості праць. Пі-і-Марґаль виконував обов'язки редактора і директора в різних газетах. Перебував у контакті з найбільшими інтелектуалами свого часу й користувався високою репутацією як в Іспанії, так і поза її межами. Завдяки своїй незаплямованою біографії, порядності та відданості політичним ідеалам, став однією з ключових фігур іспанської демократичної традиції.

## Життєпис
Франсеск Пі-і-Марґаль народився 19 квітня 1824 року в Барселоні, у сім'ї найманого ткача. Рано виявив видатні здібності і жагу до знань. Вступив у семінарію. коли йому виповнилося сім років, для вивчення богослов'я та латині. У ті ж роки народився його рідний брат — гравер та художник Хоакін Пі-і-Марґаль.  

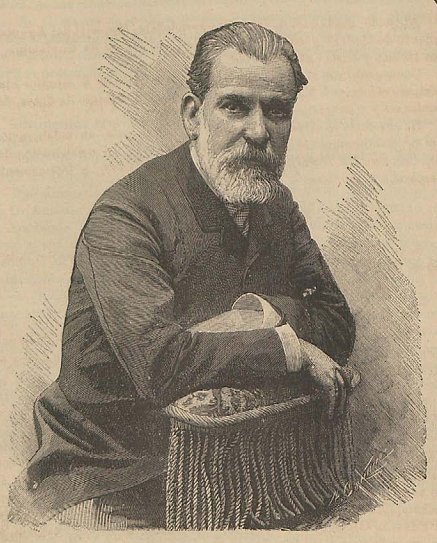
Хоакін Пі-і-Марґаль

Після семінарії Франсеск Пі-і-Марґаль вступив до Барселонського університету, де закінчив філософський та продовжив навчання на юридичному факультеті. Своє навчання Пі-і-Марґаль оплачував сам, заробляючи приватними уроками.
З раннього віку відчував потяг до літератури. Цей потяг зросла в контакті з групою Каталонська письменників романтиків, зокрема, Мануелем Мілою-і-Фонтаналс та Пабло Піферрером.
У 1842 році він опублікував працю «Каталонія» («Cataluña»), єдиний том видання «Мальовнича Іспанія» («España pintoresca») — ілюстровану працю, у якій передбачалося включити всі регіони Іспанії. Це відбувалося тоді, коли Барселона повстала проти політики регента Еспартеро, після чого місто було піддано артилерійському обстрілу з фортеці Монжуїк.
Згодом. у 1847 році, Пі-і-Марґаль переїхав у Мадрид і в 24-річному віці отримав докторський ступінь у області права. Гроші на навчання він заробляв, даючи приватні уроки, публікуючи театральні рецензії та статті у газеті «El Correo», а також працюючи фахівцем з реклами в каталонському банку. Незабаром він залишив роботу в газеті, яка закрилася після виходу в світ його полемічних статей про католицизм, історію та політичну економію під час правління Рамона Нарваеса.
У 1849 році Пі-і-Марґаль визначив свою майбутню політичну позицію, піддавши критиці партійну систему Іспанії, що склалася при Ізабеллі II. На його думку, всі три системні партії: Ліберальний союз, Модерадос та Прогресивна партія, протидіяли встановленню справжньої демократії в Іспанії.
Після смерті його друга Пабло Піферрера, Пі-і-Марґаль почав працювати над «Пам'яттю та красою Іспанії» («Recuerdos y bellezas de España»), працею, яка за його задумом повинна була складатися з літографій пейзажів з усієї Іспанії. Закінчивши тому, присвячений Каталонії, він взявся за Андалусію, для чого неодноразово відвідував її. У 1851 році Пі-і-Марґаль почав писати «Історія живопису» («Historia de la pintura»), працю над якою йому довелося припинити через звинувачення в антихристиянстві. Католицька церква почала чинити тиск на уряд Браво Мурільо, тому він розпорядитися вилучити працю. Пі-і-Марґаль та його видавець уникли суду тільки тому, що скарга на них була подана не в установлений законом термін. Пі-і-Марґалю також довелося відмовитися від праці над «Спогади та красуні Іспанії» («Recuerdos y Bellezas de España»), попри те, що були зібрані всі матеріали для написання. З цього моменту він публікувався в пресі під псевдонімом. Незабаром Пі-і-Марґаль представив «Дослідження Середньовіччя» («Estudios sobre la Edad Media»). Ця праця також була заборонена церквою, та не побачила світ до 1873 року.
У 1854 році, після Вікальваради, Пі-і-Марґаль сховався від поліцейського переслідування у Берґарі (Гіпускоа), яка в той час ще зберігала деякі зі своїх давніх територіальних привілеїв. Там він присвятив себе вивченню Країни Басків. Результати були опубліковані у барселонському часописі «El Museo Universal» під назвою «Історії та звичаї баскського народу» («Historias y costumbres del pueblo vasco»). 

## Сім'я
Під час свого перебування у Берґарі він познайомився з Петрою Арсуаґою Ґойкоечеа, на якій одружився 22 червня 1854 року, незабаром після заручин. З дітей подружжя вижили тільки троє: сини Франсиско (що став депутатом Кортесов після смерті батька) та  Хоакін (закінчив та опублікував деякі з праць Пі-і-Марґаль), а також дочка Долорес.

## Праці
- 1841 — «Мальовнича Іспанія»  (ісп. La España Pintoresca)
- 1851 — «Історія живопису» (ісп. Historia de la Pintura)
- 1854 — «Ехо революції» (ісп. El eco de la revolución)
- 1855 — «Реакція та революція» (ісп. La reacción y la revolución)
- 1864 — «Декларація тридцяти» (ісп. Declaración de los treinta)
- 1873 — «Дослідження Середньовіччя» (ісп. Estudios de la Edad Media)
- 1874 — «Республіка 1873 року» (ісп. La República de 1873)
- 1876 — «Літературні скарби» (ісп. Joyas literarias)
- 1877 — «Національності» (ісп. Las nacionalidades)
- 1878 — «Загальна історія Америки» (ісп. Historia General de América)
- 1880 — «Федерація» (ісп. La Federación)
- 1883 — «Федеративна конституція» (ісп. Constitución federal)
- 1884 — «Зауваження про характер дона Хуана Теноріо» (ісп. Observaciones sobre el carácter de Don Juan Tenorio)
- 1884 — «Боротьба наших днів» (ісп. Las luchas de nuestros días)
- 1894 — «Програма Федеративної партії» (ісп. Programa del Partido Federal)
- ? — «Перші діалоги» (ісп. Primeros diálogos)
- ? — «Амадей Савойський» (ісп. Amadeo de Saboya)
- 1902 — «Історія Іспанії XIX століття. Політичні, економічні, суспільні та мистецькі події. Детальний опис подій та розгорнута критика лічостей» (ісп. Historia de España en el siglo XIX. Sucesos políticos, económicos, sociales y artísticos, acaecidos durante el mismo. Detallada narración de sus acontecimientos y extenso juicio crítico de sus hombres), у співавторстві з Франсіско Пі-і-Арсуаґою